# Bartolomé Bermejo
Bartolomé Bermejo prawdziwe nazwisko Bartolomé de Cárdenas – malarz hiszpański.

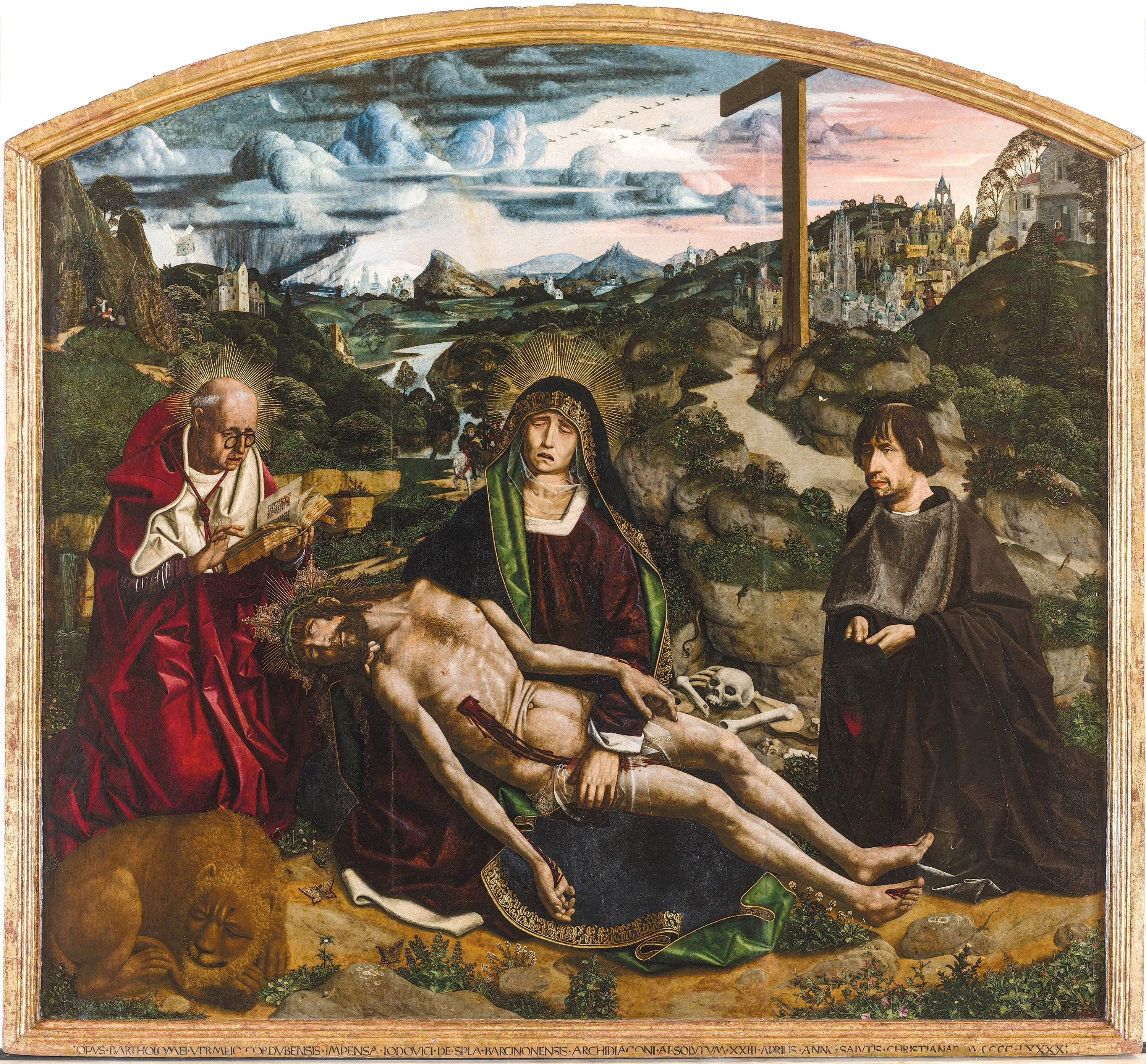
Pietà, Katedra św. Eulalii w Barcelonie

Bartolomé Bermejo pochodził z Andaluzji. Swoje wykształcenie pobierał w Holandii. W latach 1474–1476 mieszkał w mieście Daroca. Stamtąd pochodzi jego pierwsze udokumentowane dzieło Retabulum św. Dominika z Silos (1474–1477), które zostało ukończone przez jego ucznia Martina Bernata. Z tego samego okresu pochodzi inny obraz  Retabulum św. Gracji, z którego pochodzi fragment ze sceną Ukrzyżowania znajdujące się obecnie w miejskiej kolegiacie. W latach 1477–1481 Bermejo przebywał w Saragossie, a następnie do 1486 roku w Walencji. W tym czasie krótko przebywał we Włoszech, gdzie namalował obraz Ołtarz Madonny z Monstserrat znajdujący się w katedrze Acqui Terme.

Największe swoje dzieła Bermejo wykonał w Barcelonie. W 1490 roku namalował na zlecenie kanonika Luisa Despla obraz Pietà znajdujący się obecnie w Muzeum Katedralnym w Barcelonie. Obraz nawiązuje do stylu niderladzkiego malarza Jan van Eycke i weneckiego malarstwa. Twórczość po roku 1498 jest nieznana.

## Wybrane dzieła
- Ołtarz Madonny z Monstserrat – obraz powstały w 1485 roku, wykonany na zlecenie włoskiego kupca z Acqui Terme. Jego postać znajduje się w środkowej kwaterze ołtarza przy postaci Madonny. Środkowa część obrazu wykonana została w innym stylu niż kwatery boczne, które choć zaprojektowane przez Bermejo zostały wykonane przez innego hiszpańskiego malarza Rodriga de Osona (1464–1484).
- Pietà – obraz powstały w 1490 roku, wykonany na desce (172 x 189) znajdujący się w Katedrze w Barcelonie. Dzieło zostało wykonane na zlecenie archidiakona Luisa Despola, który chciał przyozdobić swoją prywatną kaplicę. Obraz, na tle pejzażu, przedstawia pogrążone w smutku postacie – Matkę Boską z ciałem Jezusa, z portretem kanonika i zakonnika. Od postaci Chrystusa bije blask światła.
- Centre panel from the Retable of Saint Michael (1468), National Gallery w Londynie
- Centre panel from the Altarpiece of St. Dominique de Silos (1474–1477), Museo del Prado, Madryt (panel centralny)
- Altarpiece of St. Engracia (1476), kolegiat Daroca (Crucifixion)